# 太穆竇皇后
太穆竇皇后（たいぼくとうこうごう、生没年不詳）は、中国の唐の高祖李淵の夫人。唐の太宗李世民の母。唐が建った後、皇后に追尊された。本貫は扶風郡平陵県。

## 経歴
父は河套（オルドス）地方で遊牧生活を守る匈奴系の費也頭集団のリーダーで、北周の上柱国でもあった竇毅である。母は西魏の執政宇文泰（北周の文帝）の五女の襄陽長公主であった。生まれたときにすでに髪が頸まで垂れ、3歳になると身長と等しくなったと伝えられる。『女誡』『列女伝』などを読み、一回読むと忘れなかったという。
宇文泰の四男で母方の叔父にあたる北周の武帝に特に可愛がられ、宮中で養育された。ときに突厥の阿史那氏が武帝の皇后となったが、寵愛されることがなかった。竇氏は「四辺は静まらず、突厥は強盛です。叔父上も感情を抑えて慰撫なさいませ。突厥の助けがあれば、江南の陳も関東の北斉も患いとはなりますまい」と諫めた。武帝は喜んで聞き入れた。武帝が亡くなると、実父を失ったかのように悲しんだ。
楊堅（隋の文帝）が帝位に就くと、北周宗室の宇文氏は一族皆殺しとなった。竇氏は床に突っ伏して「わたしが男子でないのが恨めしい。叔父上の家の禍を救えないとは」と嘆いた。竇毅は妻の襄陽長公主とともに彼女の口を急いで塞ぎ、「妄言してはいけない。われら一族が滅ぼされるぞ」と言った。
竇毅はいつも「この娘は才能も容貌もこのとおりであり、みだりに人に嫁がせてはいけない。賢い夫を求めるべきだ」と襄陽長公主に言っていた。門の屏の間に2羽の孔雀を描き、求婚する諸公子に2本の矢を射させて、目に当てることができた者に彼女を嫁がせると約束した。射る者は数十を数えたが、みな当てられなかった。祖父の李虎の時代から費也頭と縁の深かった李淵が最後に射たところ、おのおの一目に当てたので、李淵に嫁ぐことになった。このことが後に隋末の動乱時、李淵の諸子（のちの太宗ら）が、いち早く費也頭の強大な軍事力と結びついて長安を押さえ、唐朝を樹立する上で大きな力になったとされる。
李淵の母の独孤氏（元貞皇后）は老いて病となったが、性格が気難しく、李家の夫人たちはみな恐れて介護しようとしなかった。竇夫人ひとりだけがつつましく元貞太后に孝事して、自分の着替えもせずに付き添った。竇夫人は文章が得意で、文体は雅であった。また書をよくし、李淵と書を並べたとき、世の人は論評することができなかったという。
李淵が母方の従弟に当たる煬帝の下で扶風郡太守となったとき、多くの駿馬を蓄えていた。竇夫人は「上は馬好きでいらっしゃいます。どうして献上なさらないのですか? いたずらにとどめていても罪を得るばかりで、無益でありましょう」と言った。李淵は聞き入れず、はたして譴責を受けた。
竇夫人は涿郡で亡くなり、年は45であった。
李淵はのちに隋の政治が乱れるのを見て、竇夫人の言葉を思い出し、自らの安泰を図るため、しばしば鷹や犬の変わった種類を献上した。煬帝は喜んで、李淵を将軍に抜擢した。李淵は泣いて「早くお前たちの母の言うことを聞いていれば、もっと長くこの官に居れたものを」と諸子に言った。
李淵が帝位に就くと、竇夫人の葬園を寿安陵とし、諡を穆とし、新たに皇后を立てることはなかった。のちに献陵に改葬され、太穆皇后と追号された。上元年間、太穆神皇后と増諡された。
清の『百美新詠図伝』では、中国歴朝で最も名高い美人百人に選ばれている。

## 子女

### 男子
1. 隠太子 李建成（息王）
2. 秦王 李世民（太宗)
3. 衛王 李玄霸
4. 斉王 李元吉（巣王）

### 女子
1. 平陽昭公主

## 伝記資料
- 『旧唐書』巻五十一 列伝第一「高祖太穆皇后竇氏伝」
- 『新唐書』巻七十六 列伝第一「太穆竇皇后伝」